# Zohar

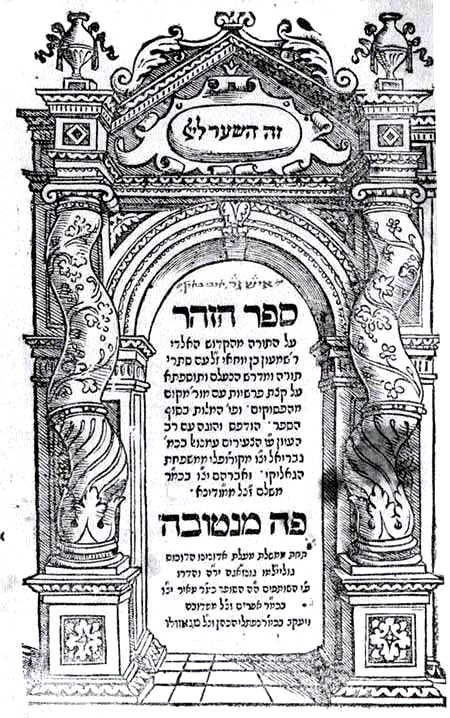
Pierwsza strona Zoharu z 1558

Zohar (hebr. ‏זוהר‎, pełna nazwa ‏ספר הזוהר‎ Sefer ha-Zohar – „Księga blasku”) – mistyczny komentarz do Tory, Pieśni nad Pieśniami i Księgi Rut, powstały w XIII wieku.
Jest napisany po aramejsku i hebrajsku. Dzieło spisał prawdopodobnie Mojżesz z Leonu, ale zawiera ono także fragmenty wcześniejszego pochodzenia. Środowiska ortodoksyjne przypisują autorstwo Zoharu Szymonowi bar Jochajowi, tanaicie z II wieku. Poza komentarzami do wspomnianych ksiąg zawiera rozważania, interpretacje halachy, traktaty o chiromancji i fragmenty filozoficzno-mistyczne. Do dziś pozostaje podstawowym tekstem żydowskiej mistyki i średniowiecznej kabały. Poruszane są w nim zagadnienia natury Boga, powstania i kształtu świata, natury duszy, grzechu, odkupienia, dobra i zła oraz pokrewne.
Treść: W II wieku na ziemi Izraela przechadzają się mistrz Miszny rabbi Szymon bar Jochaj z synem Eleazarem, przyjaciółmi i uczniami. Toczą oni rozmowy na temat rozmaitych spraw ludzkiej i boskiej natury.